# Unreal Tournament 2003
Unreal Tournament 2003 – gra komputerowa typu first-person shooter z serii Unreal, przeznaczona głównie do grania w trybie wieloosobowym. Granie w trybie pojedynczy gracza jest możliwe – żywych przeciwników zastępują wtedy boty. Niemal równocześnie z Unreal Tournament 2003 został wydany Unreal 2, który był przeznaczony dla jednego gracza.

## Tryby rozrywki
- Bombing Run
- Capture the flag
- Deathmatch
- Double Domination
- Team Deathmatch